# Séparateur décimal et séparateur de milliers
Un séparateur décimal est un symbole utilisé pour partager la partie décimale de la partie entière d'un nombre décimal. Ce symbole dépend des conventions régionales du système de numération ; communément, il est représenté par un point dans les systèmes anglo-saxons et par une virgule dans les autres systèmes.
Le séparateur de milliers est lui utilisé pour faciliter la lecture des grands nombres en regroupant par ordre de mille.

## Histoire
Au Moyen Âge, avant l'apparition de l'imprimerie, les mathématiciens utilisaient une barre (« ¯ ») pour surligner la partie entière d'un nombre. Son utilisation serait attribuée au savant perse Al-Khwârizmî. Par exemple, le nombre pi s'écrivait 31416.
Plus tard, on choisit de séparer l'unité et le dixième d'un nombre par le signe « ˌ » (U+02CC), une petite barre verticale (voir lettre modificative). À l'impression, les typographes le remplacèrent par un point ou par une virgule.
En France, la virgule était déjà utilisée pour rendre plus lisibles les nombres romains et d'autres pays suivirent cette convention.
Les pays anglophones ayant choisi la virgule comme séparateur de milliers, les États-Unis choisirent le point comme séparateur décimal alors que les Britanniques optèrent pour l'usage du point médian (·) lorsque ce caractère était disponible. Le Système international d'unités rejeta cette proposition car le symbole était utilisé pour la multiplication. Ainsi, jusqu'en 1997, seule la virgule était utilisée comme séparateur décimal par la plupart des organisations internationales, dans toutes les langues, y compris l'anglais[réf. nécessaire].
Depuis 2003, Le Bureau international des poids et mesures (BIPM) comme l'Organisation internationale de normalisation (ISO) reconnaissent indifféremment l'usage du point ou de la virgule comme séparateur décimal, quelle que soit la langue (voir ci-dessous).
Au Proche-Orient, un autre signe est utilisé, le momayyez « ٫ » (U+066B).

## Séparateur décimal
Le Bureau international des poids et mesures (BIPM, depuis 1943) comme l'Organisation internationale de normalisation (ISO, depuis 2003) reconnaissent indifféremment l'usage du point ou de la virgule comme séparateur décimal, quelle que soit la langue,. Le symbole doit alors être utilisé uniformément dans un même document.
En France, la norme Afnor NF X 02-003 de juin 2012 confirme le choix de la virgule. La norme internationale ISO 31-0 (en) reconnaît elle, en 2003, l'usage du point (elle est remplacée en 2009 par la norme ISO 80000-1).

## Séparateur de milliers

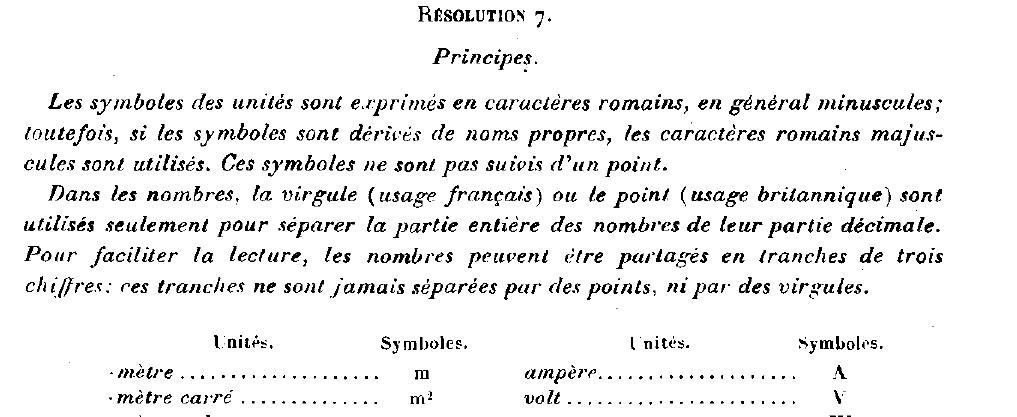
Le 12 octobre 1948, 9e Conférence générale des poids et mesures, page 70 sur 128.

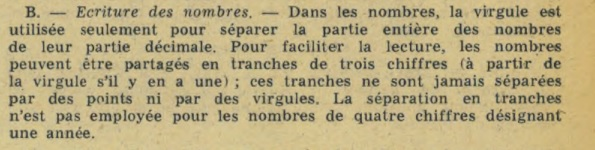
Page 43 sur 64 du Journal officiel de la République française no 0297 du 23 décembre 1975.

Dans les nombres comportant de nombreux chiffres, ceux-ci sont groupés par trois à l'aide d'un délimiteur dans le Système international d'unités (par exemple, « 100 000 000 » plutôt que « 100000000 » pour cent millions) ; d'autres systèmes de numération appliquent d'autres groupements. Ce regroupement permet de lire plus rapidement le nombre de chiffres. Dans la pratique, ces tranches sont séparées par une espace insécable, comme le recommandent l'Association médicale américaine (AMA), dont le AMA Manual of Style (en) fait référence. L'usage de la virgule « , » et du point « . » est prohibé par le Bureau international des poids et mesures depuis octobre 1948 pour éviter des confusions car ils sont utilisés par certains pays comme séparateurs décimaux. Pourtant, ceux-ci sont encore parfois utilisés comme séparateurs de milliers, de même que l'apostrophe « ' » (en Suisse) ou le tiret bas « _ » (particulièrement dans certains langages de programmation,[pertinence contestée]).
En France, cette règle est introduite en 1950 dans les normes françaises par l'Association française de normalisation et fait l'objet d'une publication au Journal officiel de la République française en décembre 1975. L'AMA américaine et l'Office québécois de la langue française considèrent le séparateur comme facultatif dans les groupes de quatre chiffres entiers ou décimaux.
Les séparateurs de milliers et décimal sont couverts par la norme ISO 80000-1, qui remplace en 2009 la norme ISO-31.